# 乔治·S·罗伯逊
乔治·S·罗伯逊（英語：George S. Robertson，1872年5月25日—1967年1月29日），英国男子网球、田径运动员。他曾代表混合队参加1896年夏季奥林匹克运动会，联同澳大利亚选手特迪·弗拉克获得男子双打铜牌。